# Leyland Atlantean
Leyland Atlantean war ein von Leyland Motors zwischen 1958 und 1986 gebautes Fahrgestell für Doppeldeckerbusse. Die Aufbauten dazu kamen von verschiedenen Herstellern. Leyland war Vorreiter bei der Produktion von Doppeldeckbussen mit Heckmotor und Fronteinstieg für Einmannbetrieb. Der Schaffner (Conductor), der das Abfahrtsignal aus dem hinteren Fahrzeugteil an den Fahrer übermittelte und das Fahrgeld kassierte wurde überflüssig. Nachdem 1986 Volvo die Leyland-Bussparte erworben hatte, wurde die Produktion des Atlantean eingestellt und der Leyland Olympian war nun der einzige Doppeldeckerbus von Leyland.

## Modellhistorie
In den Jahren unmittelbar nach dem Zweiten Weltkrieg waren die Busunternehmen und Omnibus-Hersteller des Vereinigten Königreichs von Großbritannien und Irland mit einem Rückgang der Fahrgastzahlen konfrontiert, später kam noch Personalmangel dazu, sie suchten daher nach Einsparmöglichkeiten. Bereits vor dem Krieg gab es Busprototypen mit Motoren an anderen Orten als vor der Vorderachse, jedoch kamen sie nicht über das Versuchsstadium hinaus.
Um den Platz für die Fahrgäste möglichst wenig durch einen Motorraum einzuschränken, gab es verschiedene Konstruktionen von Eindeckbussen mit Unterflurmotor. Bauartbedingt erhöhte sich hierdurch der Karosserieboden, was eine zusätzliche Stufe am Fahrzeugeingang bedingte. Bei Doppeldeckbussen waren diese Probleme noch stärker – entweder wurde der Bus insgesamt sehr hoch oder die Innenhöhe war unzureichend.
1952 begann Leyland daher mit Ideen für einen Heckmotor-Doppeldeckerbus zu experimentieren. Ein Prototyp wurde gebaut mit der damals maximal zulässigen Breite von 7 Fuß 6 Zoll (2,29 m), dessen Karosserie von Charles H. Roe stammte. Quer auf der Rückseite des Hilfsrahmens montierte man den Leyland O.350-Dieselmotor mit einem Turbolader. Der Plattformrahmen hatte Längsträger aus Stahl, einige Teile waren aus Leichtmetall. Eine automatische Kupplung und ein Vorwählgetriebe mit pneumatisch betätigter Schaltung des Herstellers SCG wurden eingebaut. Das Fahrzeug mit der Nr. 530001 wurde als PDR1 bezeichnet (R für Rear-engined, Heckmotor).
1956 wurde ein zweiter Prototyp, Nr. 542209, diesmal mit einer Karosserie von Metro Cammell Weymann hergestellt. Er hatte eine Fliehkraftkupplung und ein Winkelgetriebe mit pneumatisch unterstützter Schaltung. Dieses Fahrzeug war 4,03 Meter hoch mit einem 4,94 Meter langen Radstand bei einer Gesamtlänge von 9,09 Meter und hatte 78 Sitzplätze. Leyland nannte den Prototyp Lowloader. Obwohl zwei Prototypen ausgiebig getestet wurden, blieb das gleiche Problem der Frontmotor-Busse: Der Eingang war hinten und der Platz neben dem Fahrer blieb ungenutzt.

## PDR1 / PDR2

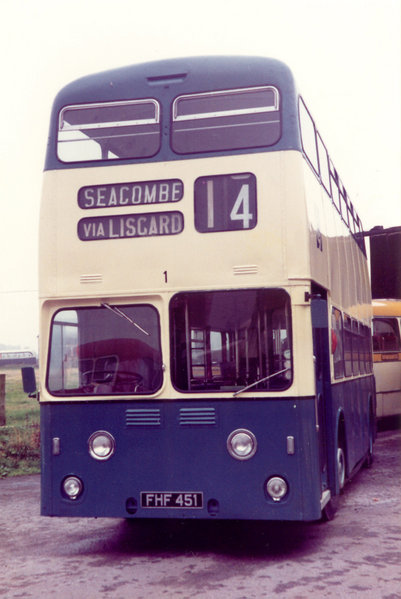
Die erste Atlantean-Serie mit Wallasey-Karosserie

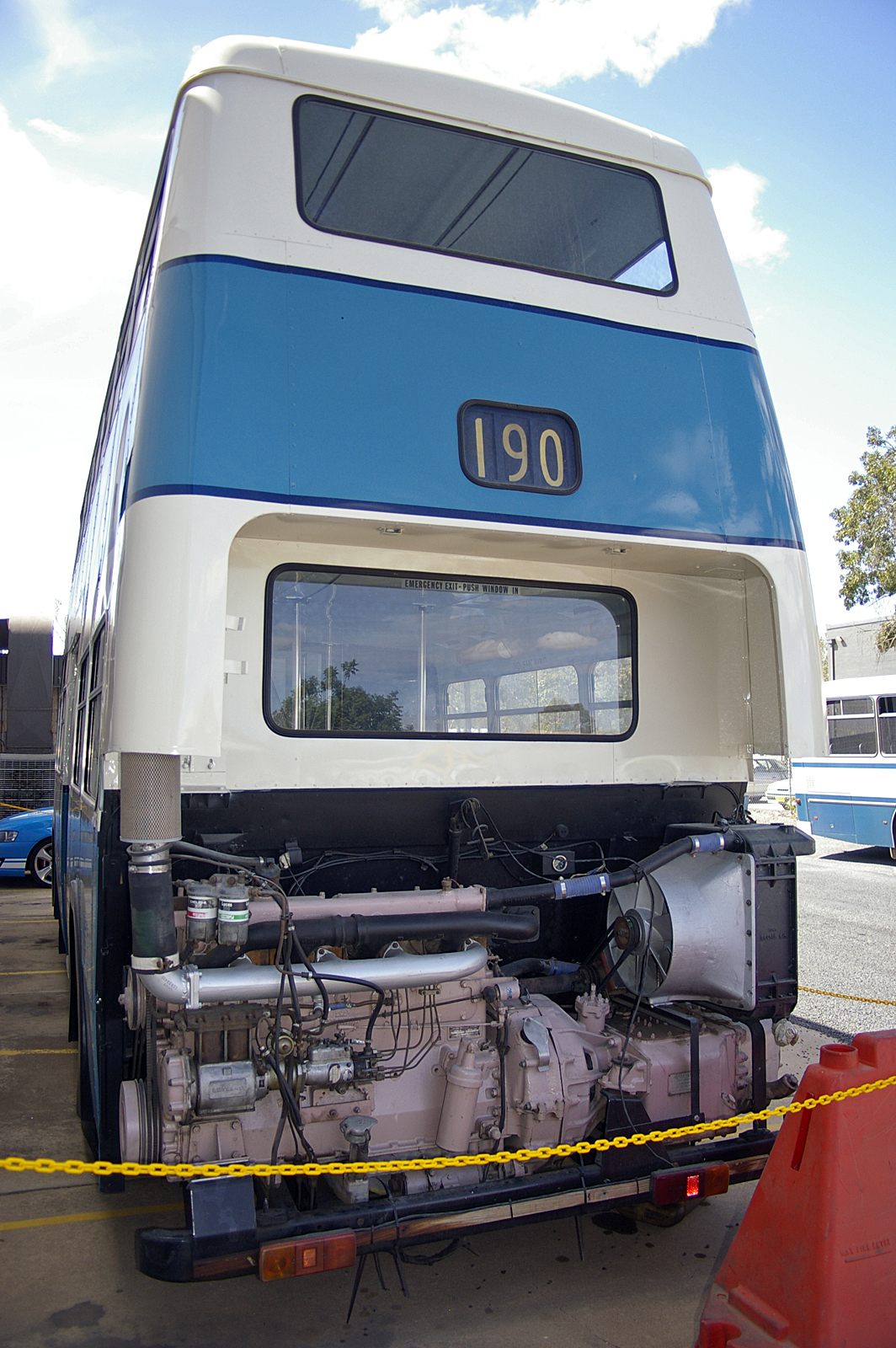
Ansicht von hinten, Motorhaube entfernt

1956 wurden die gesetzlichen Vorschriften beim Bau von Doppeldeckerbussen geändert. Nunmehr war eine maximale Länge von 30 ft (9,14 m) erlaubt, wodurch ein breiter Eingang vor der Vorderachse möglich wurde. Die Grundidee dabei war, dass der Fahrer den Zugang zum Fahrzeug überwacht und der Conductor das Fahrgeld einsammelt.
Leyland Motors baute aufgrund der neuen Verordnung den ersten Prototyp Atlantean, der auf der 1956 Commercial Motor Show in Earls Court präsentiert wurde.
Dieser hatte nun die Tür vorn, was sich später bei Bussen durchsetzte, aber mehrere Faktoren verhinderten noch die Serienproduktion. Das Hauptproblem war das laute Motorgeräusch im unteren Fahrgastraum, da der Motor unter den hinteren Sitzbänken lag.
Mechanisch war der Prototyp Atlantean (281 ATC) dem Lowloader ähnlich mit einem hinten quer eingebauten Leyland O.600-Dieselmotor mit einem Winkelgetriebe.
Die Leichtmetall-Bodenplatten waren direkt an den Rahmen genietet, wodurch bei niedrigem Gewicht sowohl der Rahmen verstärkt als auch eine Unterlage für den Boden geschaffen wurde. Eine umgedrehte Portalachse hinten ermöglichte einen durchgehenden flachen Boden, wodurch der Bus nur mit einer Stufe von der Straße aus begehbar wurde.
Der Prototyp wurde im ganzen Land verschiedenen Verkehrsunternehmen vorgeführt. Auch ein nicht straßenverkehrsrechtlich registriertes Duplikat wurde gebaut, das als Testfahrzeug im Leyland-Werk den Verkehrsunternehmen zur Verfügung gestellt wurde.

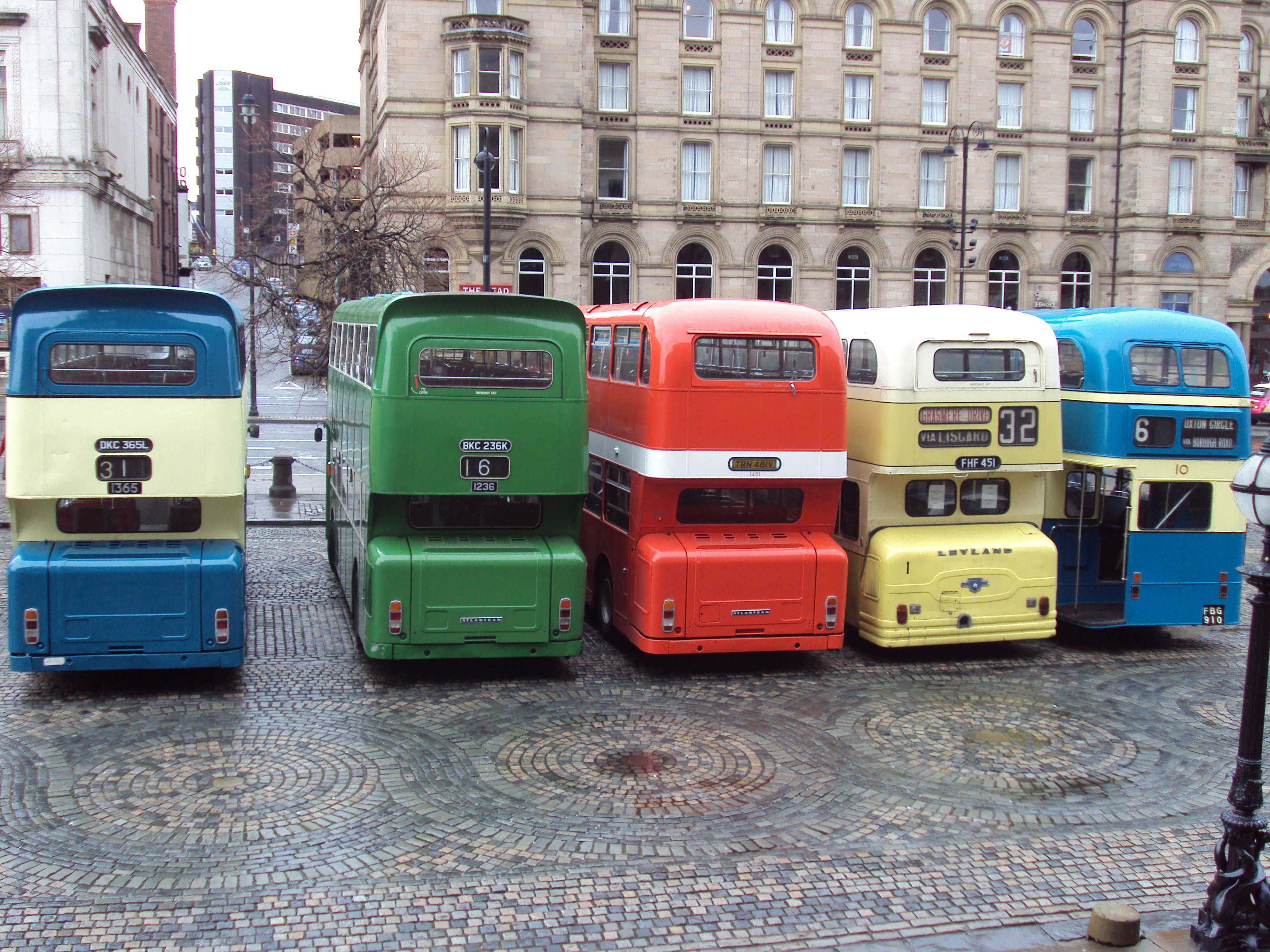
Eine Besonderheit (gemeinsam mit dem Daimler Fleetline 2. v. rechts) war die Vertiefung im Heck, die durch die Lift-up-Motorhaube erforderlich wurde

Bis 1958 experimentierte Leyland mit den Prototypen weiter, um die meisten Probleme zu lösen. Danach wurden beide anschließend verschrottet und der Atlantean PDR1/1 auf der Commercial Motor Show 1958 vorgestellt. Dieser hatte den Motor nun in einem vom übrigen Aufbau abgetrennten geschlossenen Motorraum im Heck, und einen Radstand von 16 Fuß 3 Zoll (4,95 Meter). Er war mit herkömmlichen Vorder- und Hinterachsen, Blattfedern rundum und Stahlrahmen technisch einfacher ausgestattet als die Prototypen. Die Glasgow Corporation, James aus Ammanford und Wallasey waren die ersten Kunden und stellten ihre Exemplare ab Dezember 1958 in Betrieb.

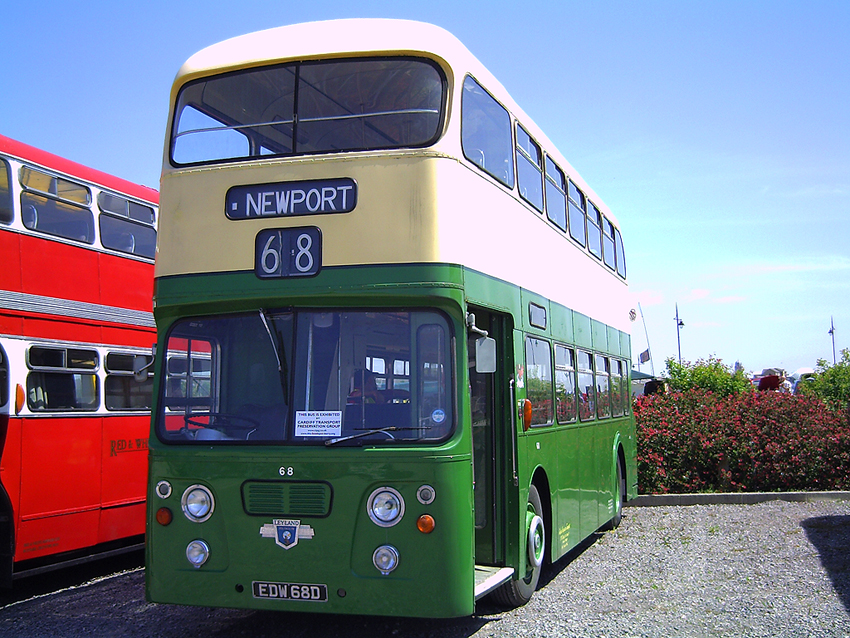
Frühe Atlantean EDW 68D mit Aufbau von Walter Alexander Coachbuilders

Ab 1964 wurde eine Hinterachse mit tiefergesetztem Antrieb für den Atlantean als Atlantean PDR1/2 (spätere Version PDR1/3) angeboten, wodurch der Zugang für die Fahrgäste niedriger wurde.
1967 startete die Produktion des Leyland Atlantean PDR2/1, der mit einer 10 m langen Karosserie ausgestattet werden konnte.

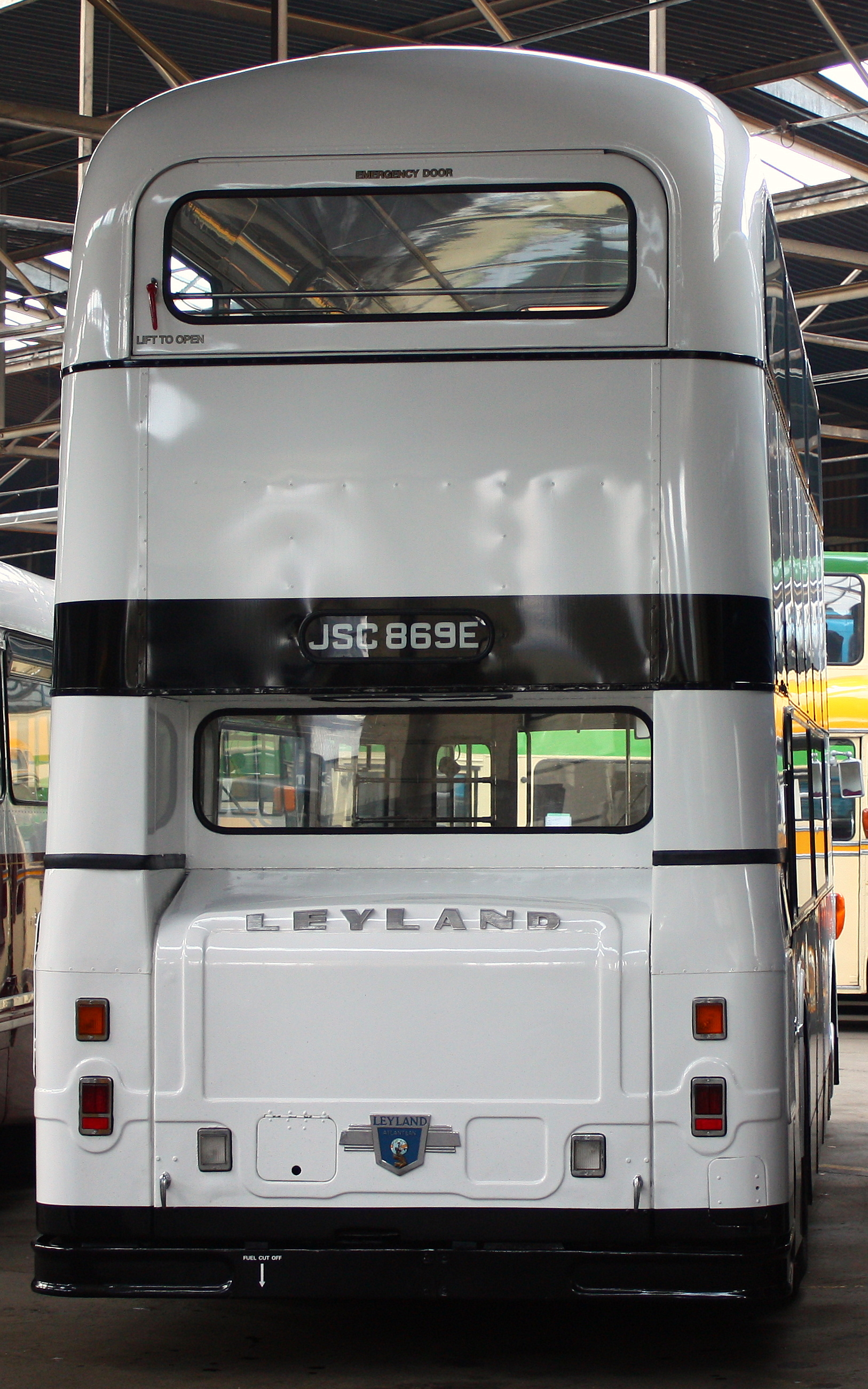
In einigen Karosserien war die Vertiefung nicht auf voller Breite

Obwohl einige Unternehmen zunächst weiter Fahrzeuge mit Frontmotor wegen der besseren Zuverlässigkeit kauften, wurde der Atlantean ein sehr beliebtes Modell. So waren etwa bei den überregionalen großen Verkehrsunternehmen wie der National Bus Company (NBC) und der Scottish Bus Group der Bristol VR und der Daimler Fleetline die verwendeten Modelle, während bei den kommunalen Betreibern in Aberdeen, Bournemouth, Glasgow, Edinburgh, Newcastle, Manchester, Liverpool, Newport, Nottingham und Plymouth der Atlantean mehr und mehr zum Hauptmodell und in großen Stückzahlen gekauft wurde.
Der Atlantean war auch bei australischen Busunternehmen beliebt. Die New South Wales Public Transport Kommission in Sydney erwarb 224 Exemplare mit lokal produzierter Karosserie von Pressed Metal Corporation, zwischen Mai 1970 und April 1973.
Viele ehemals im Vereinigten Königreich von Großbritannien und Irland genutzte Atlantean PDR1/PDR2 wurden in den 1970er Jahren nach Australien exportiert. Kirkland Bros Omnibus Services aus Lismore und Westbus of Sydney waren hierbei die Hauptabnehmer. Im April 1974 wurde ein PDR1A/1-Chassis dass ursprünglich für die Southampton Company produziert worden war, beim Karosserieaufbau bei East Lancashire Coachbuilders durch Feuer beschädigt. Pressed Metal Corporation fabrizierte daraus den einzigen Atlantean Singledecker Bus, der bei Seven Hills Bus Company zum Einsatz kam.
Bis 1972 wurden über 6000 Leyland Atlantean PDR1 und PDR2 verkauft.

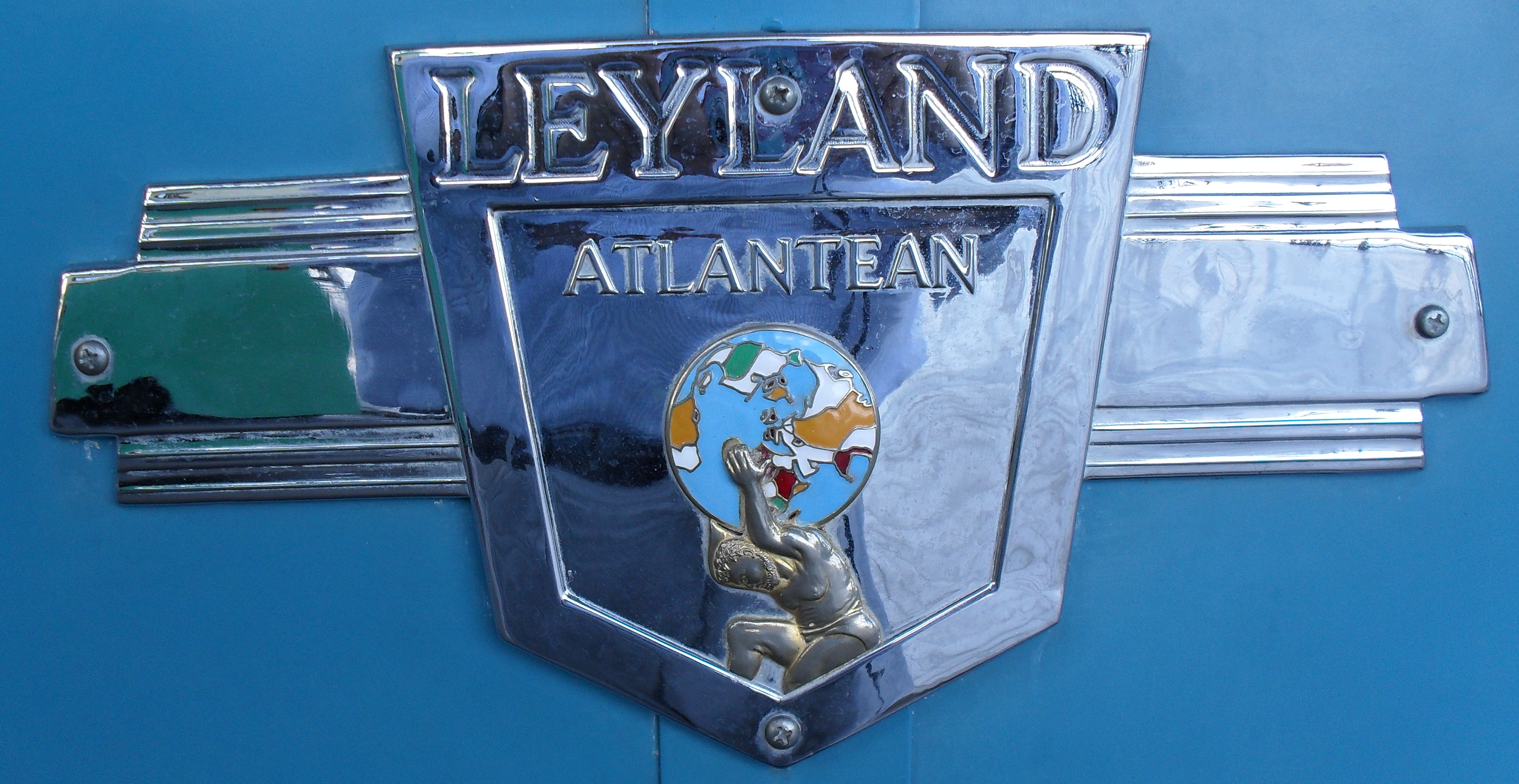
Atlantean-Emblem auf New South Wales Bussen

## AN68 / AN69

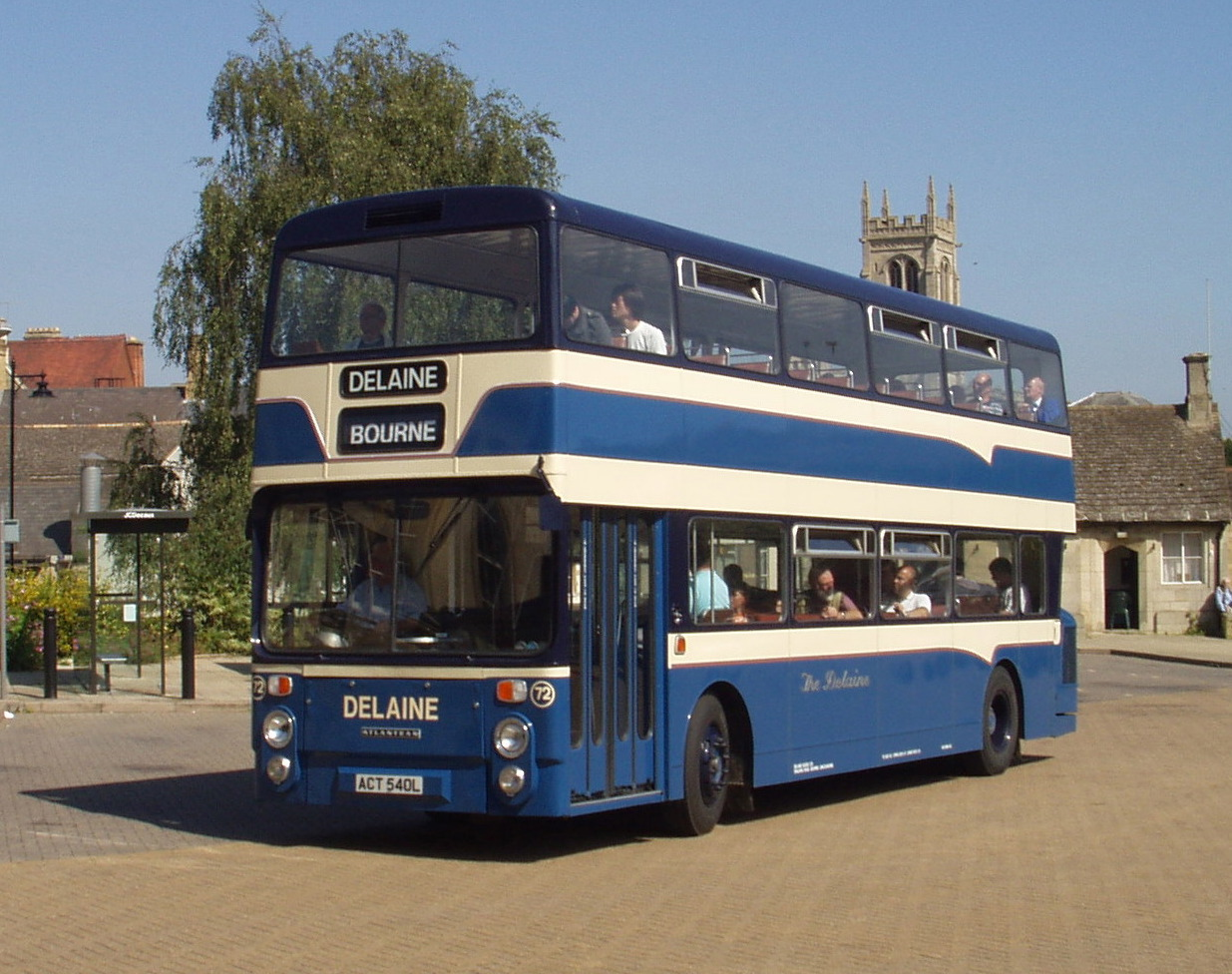
Leyland Atlantean mit Aufbau von Northern Counties Motor und Engineering Company

Im Februar 1972 ersetzte die AN68-Serie die PDR1-/PDR2-Modelle. Das neue Chassis erlaubte eine breitere Tür und bot einige neue Sicherheitseinrichtungen. Ein akustischer und optischer Alarm informierte nun den Fahrer rechtzeitig bei drohender Überhitzung des Motors. Eine ausfallsichere Bremse wurde eingeführt und die Lenkungs-Box und Bremsen vor Beschädigungen bei schweren Frontalkollisionen geschützt. Für größere Korrosionsbeständigkeit wurden nun Edelstahlrohre verwendet.
Es wurden zwei Modelle angeboten: AN68/1R mit 9,4 m Länge und AN68/2R mit 10,2 m Länge. Servolenkung war Standard beim AN68/2R und für den AN68/1R wahlweise erhältlich. Der einzig verfügbare Motor war der neue Leyland O.680-Dieselmotor. Eine Vielzahl von Karosserievarianten von verschiedenen Herstellern wurde weiterhin angeboten, so dass der Atlantean auch maßgeschneidert auf die Anforderungen von kleinen unabhängigen Betreibern mit anderen Bedürfnissen als die Kapitalgesellschaften aus den großen Städten verfügbar war.
Ab 1978 bot Leyland den AN69 mit dem Leyland O.690-Dieselmotor, eine Variante des O.680 mit Turbolader, die hauptsächlich bei den Exportmodellen geordert wurde.

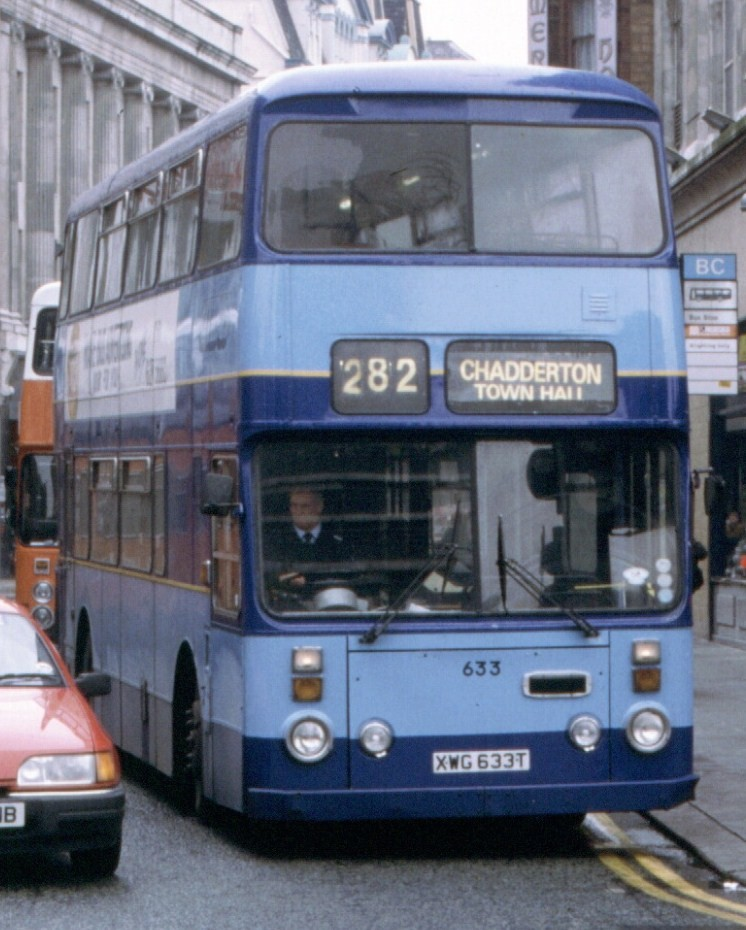
Ein im November 1978 gebauter AN68A/1R mit Karosserie von Charles H. Roe bei der South Yorkshire PTE

Der Atlantean wurde auch weiterhin in großen Stückzahlen verkauft und viele Kunden blieben dem Modell treu. Vor allem aber London Transport (LTE) entschied sich jedoch für den Daimler Fleetline (später Leyland Fleetline) mit spezieller Ausstattung anstatt für den Atlantean als ihren großen Heckmotor-Doppeldeckbus. Diese erwiesen sich als technisch anfällig und bedurften spezieller Wartung.
Als 1968 die British Leyland Motor Corporation geschaffen wurde, kamen die ehemaligen Konkurrenten Daimler Motor Company und Bristol Commercial Vehicles mit Leyland Motors zusammen. Dadurch gab es auch die beiden konkurrierenden Heckmotor-Chassis Daimler Fleetline und Bristol VR mit dem Atlantean im gleichen Konzern. In der Folge wurde die Marke Bristol beibehalten, während der Name „Daimler“ nur noch für Pkws von Jaguar Cars verwendet wurde und die Nutzfahrzeugprodukte in Leyland umbenannt wurden. Nach der Reorganisation wurde bei Leyland ein neues Projekt gestartet um einen neuen Doppeldeckerbus mit Heckmotor speziell für den Londoner Markt zu entwickeln, der die technisch anfälligen Fleetlines ersetzen sollte. Hieraus wurde der Leyland Titan (B15), von dem später der Leyland Olympian als gemeinsamer Ersatz für den VR, den Fleetline und den Atlantean entwickelt wurde. Die Nachfrage nach dem Atlantean AN68 blieb aber so konstant, dass er schließlich noch bis 1986 neben dem Olympian in Produktion blieb. Die letzten Atlantean für den heimischen Markt rollten hierbei 1984 vom Band und Merseyside Passenger Transport Executive erwarb als letztes heimisches Verkehrsunternehmen einen neuen Atlantean. Die Exportmodelle wurden in den noch folgenden zwei Produktionsjahren hauptsächlich für die anderen Länder im Commonwealth of Nations und das staatliche Bagdader Verkehrsunternehmen im Irak gebaut.
Bis zum Ende der Produktion wurden über 15.000 Atlantean gebaut. Greater Manchester PTE war der größte Betreiber von Atlantean-Flotten mit Karosserien von Northern Counties Motor und Engineering Company und in geringerem Maße Park Royal Vehicles. Danach folgte Glasgow PTE mit Aufbauten überwiegend von Walter Alexander Coachbuilders. Die drittgrößte Flotte betrieb Merseyside PTE mit etwa 800 meist von Walter Alexander Coachbuilders und East Lancashire Coachbuilders karossierten Fahrzeugen, nebst kleineren Chargen mit Aufbauten von Metro Cammell Weymann und Willowbrook.

## Exporte
Bemerkenswerterweise war der viertgrößte Atlantean Kunde Singapur Bus Service mit 520 Atlantean AN68/2R zwischen 1977 und 1986 in drei Chargen mit Duple Metsec, British Aluminium Company und Walter Alexander Karosserieaufbauten.
1977 erhielt Singapore Bus Services (SBS) 20 Leyland Atlantean AN68 mit BACo und Metal Sections-Karosserien, um ihre Eignung auf Singapur-Straßen zu testen. Dies waren Singapurs erste Doppeldeckerbusse. Sie wurden zuerst auf dem Dienst 86 eingesetzt, der von Tampines Way nach Shenton Way führt, bevor sie auf die Dienste 140 und 159 umgestellt wurden. Diese Busse wurden im Januar 1990 zurückgezogen und nach Guangzhou verkauft.
SBS war mit den Versuchen zufrieden und hatte 1978 200 Leyland Atlantean bestellt. Die Hälfte davon befand sich unter Metal Sections und die andere Hälfte unter Alexander L Bodywork. Sie waren von 1980 bis 1982 auf den Straßen im Einsatz, wurden jedoch bis Dezember 1995 alle ausgemustert. Diese Busse wurden nach 1991 schrittweise zurückgezogen. 100 der Alexander L-Busse wurden an Citybus in Hongkong und 37 der Duple Metsec verkauft Busse wurden nach China verkauft. Die Citybus-Busse wurden mit der Karosserie Alexander R ausgestattet und wurden zur Trainingsflotte. Diese Busse wurden 1998 zurückgezogen, nachdem sie eine Lebensdauer von 17 bis 19 Jahren erreicht hatten.
1982 hatte SBS weitere 100 Leyland Atlantean bestellt, um die Kapazität aller Buslinien zu erhöhen, mit Ausnahme von Jurong Bus Depot, das ab 1984 die Doppeldecker Mercedes-Benz O305 und Leyland Olympian einsetzen wird der ECW-Körper. Einige von ihnen hatten die Werbetafeln "Flexvision". Diese Busse wurden 1983 eingeführt, aber bis 1996 alle zurückgezogen.
Die letzten 200 Leyland Atlantean wurden 1983 bestellt und zwischen 1984 und 1986 ausgeliefert. Diese Busse wurden in den Jahren 1996 – 2001 verschrottet, nachdem sich eine Lebensdauer von 15 Jahren angesammelt hatte und mehr als genug Volvo Olympians bestellt wurden.

## Wettbewerb zu anderen Modellen
Obwohl der Atlantean der erste Heckmotor-Doppeldeckbus auf dem Markt war, holte die Daimler Motor Company mit dem Fleetline schnell auf während Bristol mit dem VRT erst einige Jahre später folgte. Der Bristol VRT wurde von der staatlichen National Bus Company (NBC) vorgezogen und von den ersten Modellen erwarb das schottische Schwesterunternehmen, die Scottish Bus Group, zahlreiche Exemplare nach guten Erfahrungen mit dem Frontmotormodell Bristol Lodekka. Allerdings war die Scottish Bus Group nicht zufrieden und tauschte sie später gegen Ex-NBC Lodekkas und legte sich für die Doppelstock-Bedürfnisse auf den Daimler Fleetline fest.
Nach der Neuorganisation der British Leyland Motor Corporation wurden sowohl VR und Fleetline Leyland-Modelle. Viele Busunternehmen wandten sich nun zu anderen Herstellern, die Alternativen zum staatlichen Hersteller bieten konnten. So brachten Lieferprobleme bei Leyland Motors Einbrüche im Markt für Doppeldeckerbusse mit Heckmotor – zugunsten Produkte wie dem Scania Metropolitan und Dennis Dominator. Auch der wiedereingeführte Frontmotor-Doppeldeckbus Volvo Ailsa mit vorderem Einstieg verkaufte sich mit einigem Erfolg. 1981 endete die Produktion der in über 6.400 VR und 11.500 Fleetline gebauten Modellreihen.
Die Metropolitan-Partnerschaft von Scania und Metro Cammell Weymann endete in den späten 1970er Jahren, weshalb MCW ein eigenes Modell vorstellte, den MCW Metrobus. Der Erfolg des Metrobus insbesondere bei West Midlands PTE und London Transport brachte Leyland dazu, den eigentlichen Nachfolger des Atlantean, den Leyland Olympian auch mit Motoren anderer Hersteller zu liefern, um beim Austausch des Atlantean durch die Busbetreiber ein zeitgemäßes Angebot machen zu können.